# ديك هوارد
ديك هوارد (10 يونيو 1943 في المملكة المتحدة - ) هو مدرب كرة قدم ولاعب كرة قدم كندي في مركز حراسة المرمى. شارك مع منتخب كندا لكرة القدم. أما مع النوادي، فقد لعب مع نادي هايد إف سي ونادي تشستر سيتي وتورونتو بليزارد وروتشستر لانسر ‏ وديترويت كوجرز.